# (73752) 1994 AD1
(73752) 1994 AD1 – planetoida z pasa głównego asteroid okrążająca Słońce w ciągu 4,34 lat w średniej odległości 2,66 j.a. Odkryta 7 stycznia 1994 roku.